# Galgóci járás

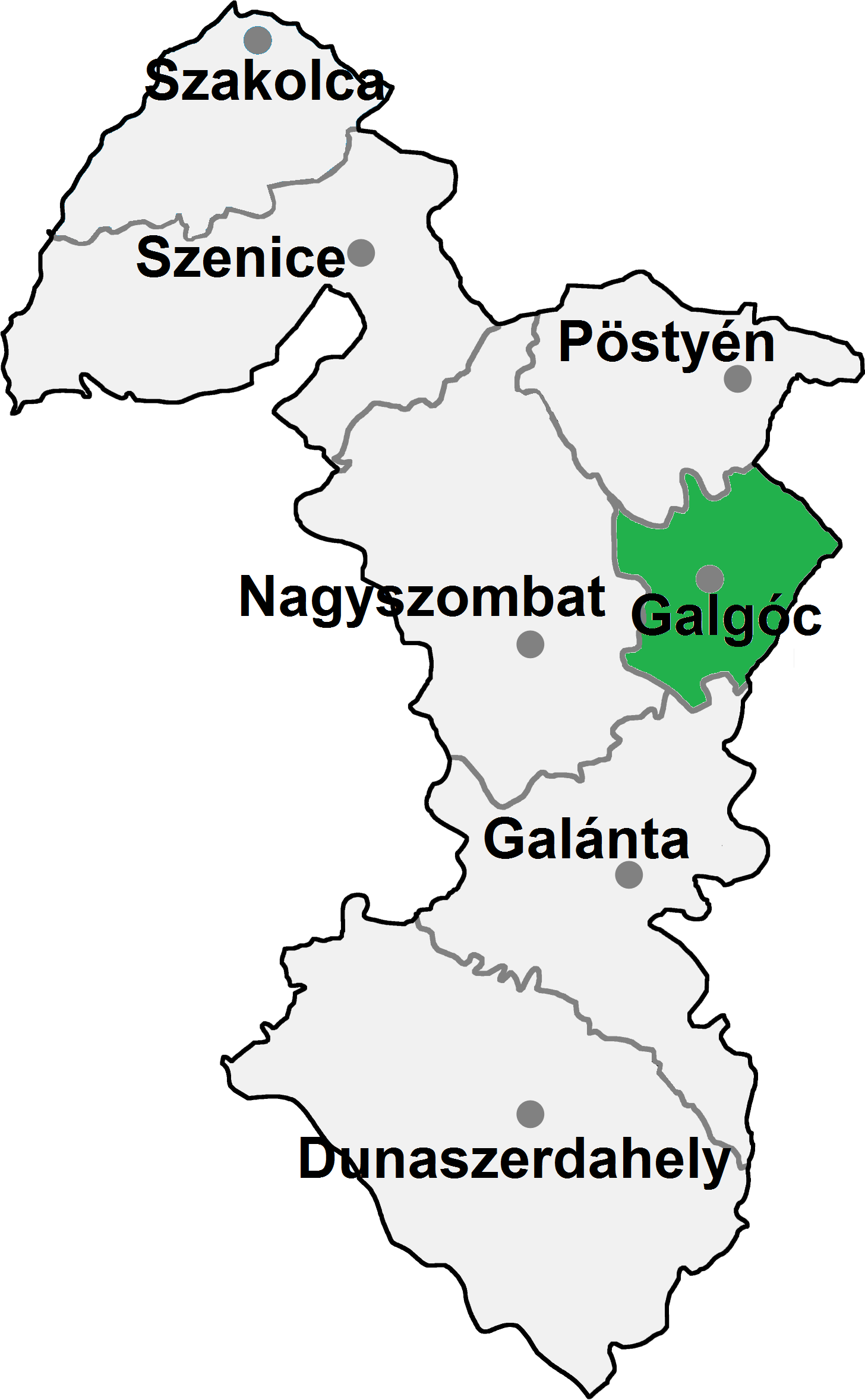
A Galgóci járás

A Galgóci járás (szlovákul: Okres Hlohovec) Szlovákia Nagyszombati kerületének közigazgatási egysége. 1996-ban hozták létre. Területe 267 km², lakossága 45 761 (2011), székhelye Galgóc (Hlohovec). A járás területe egykor Nyitra vármegye része volt.
2001-ben 44570 szlovák, 257 cseh, 203 cigány és 79 magyar nemzetiségű lakosa volt. 2011-ben 43347 szlovák, 157 cseh, 62 magyar és 2013 azonosítatlan nemzetiségű lakosa volt.

## Népessége
| Év:            | 1994.  | 2004.   | 2014.   | 2024.   |
| -------------- | ------ | ------- | ------- | ------- |
| Emberek száma: | 45 494 | 45 282  | 45 723  | 42 762  |
| Eltérés:       |        | -0,46 % | +0,97 % | -6,47 % |

| Év:            | 2023.  | 2024.   |
| -------------- | ------ | ------- |
| Emberek száma: | 43 197 | 42 762  |
| Eltérés:       |        | -1,00 % |

## A Galgóci járás települései
- Alsóatrak (Dolné Otrokovce)
- Alsóvásárd (Dolné Trhovište)
- Alsózélle (Dolné Zelenice)
- Bajmócska (Bojničky)
- Décskelecsény (Kľačany)
- Felsőatrak (Horné Otrokovce)
- Felsővásárd (Horné Trhovište)
- Felsőzélle (Horné Zelenice)
- Fornószeg (Tepličky)
- Galgóc (Hlohovec)
- Jalsó (Jalšové)
- Kaplat (Koplotovce)
- Karkóc (Trakovice)
- Merőce (Merašice)
- Nyitrapásztó (Pastuchov)
- Ratkóc (Ratkovce)
- Ság (Sasinkovo)
- Szilád (Siladice)
- Tököld (Tekolďany)
- Udvarnok (Dvorníky)
- Újvároska (Leopoldov)
- Vágmedence (Madunice)
- Vágvörösvár (Červeník)
- Zsúk (Žlkovce)